# Valerianella triceras
Valerianella triceras är en kaprifolväxtart som beskrevs av Joseph Friedrich Nicolaus Bornmüller. Valerianella triceras ingår i släktet klynnen, och familjen kaprifolväxter. Inga underarter finns listade i Catalogue of Life.